# Helicomyces colligatus
Helicomyces colligatus är en svampart som beskrevs av R.T. Moore 1954. Helicomyces colligatus ingår i släktet Helicomyces och familjen Tubeufiaceae.   Inga underarter finns listade i Catalogue of Life.